# 海讷斯布吕克
海讷斯布吕克（德語：Heinersbrück）是德国勃兰登堡州的市镇，隶属于施普雷-奈瑟县，总面积为23.98平方千米，截至2023年12月31日总人口为568人。